# Xã Hendricks, Quận Lincoln, Minnesota
Xã Hendricks (tiếng Anh: Hendricks Township) là một xã thuộc quận Lincoln, tiểu bang Minnesota, Hoa Kỳ. Năm 2010, dân số của xã này là 201 người.